# Niobec

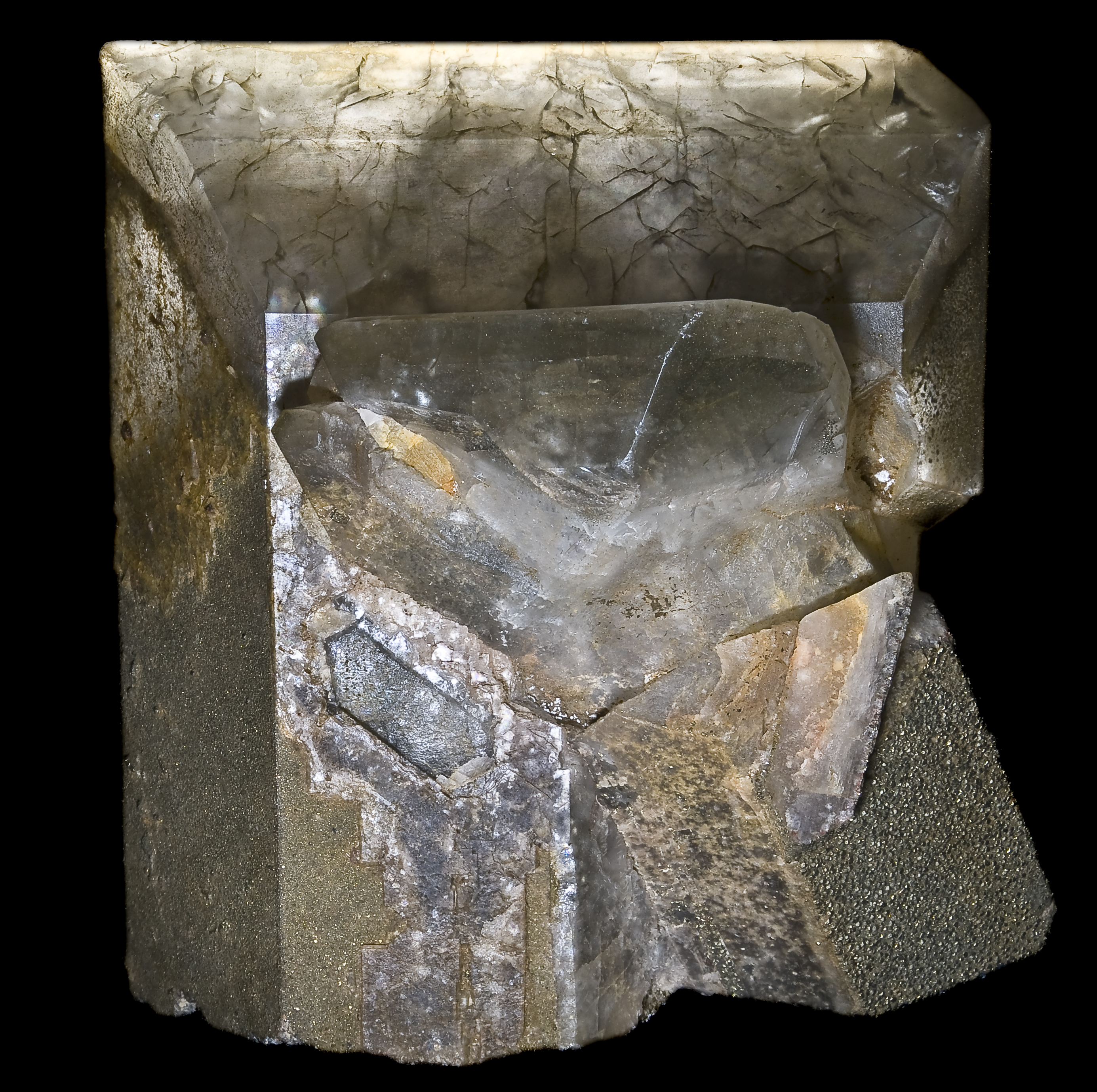
Barytine et pyrite - Niobec

Niobec est une mine de niobium canadienne située à Saint-Honoré, au Québec. Ouverte en 1976, la mine est exploitée par la compagnie Magris Resources.
Niobec est l'une des trois mines au monde qui extraient du niobium. Les deux autres sont situées au Brésil.

## Historique
Le gisement, sous forme de complexe de carbonatites, est découvert en 1967. La mine ouvre en 1976,.

## Économie
Principale industrie du secteur primaire de Saint-Honoré, Niobec emploie quelques centaines d'employés. 
En 2009, Niobec a produit 4,1 millions de kg de niobium.

## Controverses
L’ex-directeur général de Niobec, Stéphane Ste-Croix, a été condamné à payer 82 640 $ pour avoir enfreint la Loi sur la qualité de l’environnement le 7 novembre 2022.